# Emil Martinec
Emil John Martinec (* 4. Oktober 1958 in Downers Grove, Illinois) ist ein US-amerikanischer theoretischer Physiker, der sich mit Stringtheorie befasst.
Martinec studierte ab 1976 Physik und Mathematik an der Northwestern University mit dem Bachelor-Abschluss 1979 und danach an der Cornell University, an der er 1984 bei Michael Peskin mit der Arbeit Quantum Mechanics vs. General Covariance in Gravity and String Models promoviert wurde. Von 1982 bis 1984 war er am SLAC, forschte 1984 bis 1986 an der Princeton University und war 1986 Gastwissenschaftler am Institute of Theoretical Physics der University of California, Santa Barbara. 1986 wurde er Assistant Professor, 1987 Associate Professor und 1990 Professor am Enrico Fermi Institute der University of Chicago.
Mit David Gross, Jeff Harvey und Ryan Rohm (Princeton String Quartet) entdeckte er 1985 eine der fünf Superstringtheorien, die Heterotische Stringtheorie.
Er befasst sich neben Stringtheorie und M-Theorie auch mit Quantengravitation, zweidimensionaler Quantenfeldtheorie, Physik Schwarzer Löcher.
Von 1987 bis 1991 war er Sloan Research Fellow und von 1987 bis 1992 Presidential Young Investigator der National Science Foundation.

## Schriften
- Black Holes and the phases of Brane Thermodynamics, Cargèse Lectures 1999
- M-Theory and N=2 Strings, Cargèse Lectures 1997